# Saint-Martin-des-Fontaines

Saint-Martin-des-Fontaines este o comună în departamentul Vendée, Franța. În 2009 avea o populație de 161 de locuitori.